# 咸宾录

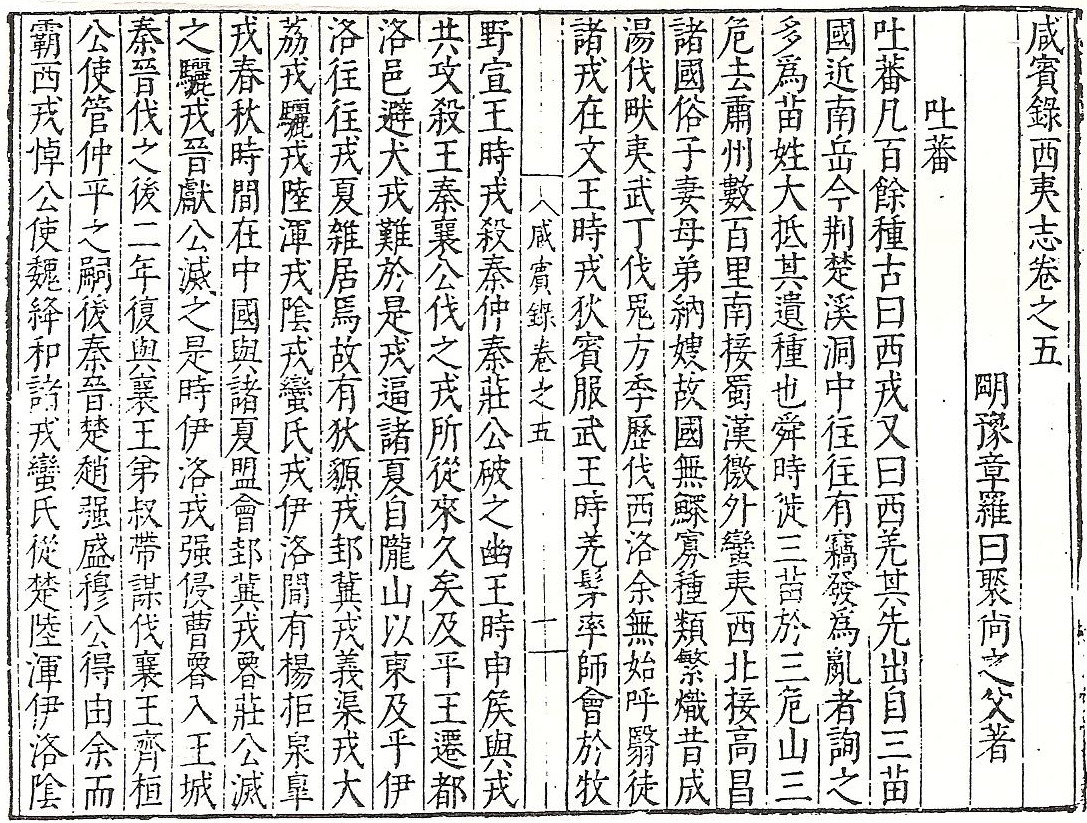
《咸賓錄》書影

《咸賓錄》，明朝羅曰褧撰於萬曆十九年，共八卷。羅曰褧明萬曆十三年舉人，其餘不詳。
此書的內容，如此書原序所說“錄四夷之事也”。典出《尚書·周書》「明王慎德，四夷咸賓」一句。

## 內容
北虜志卷之一：韃靼，兀良哈等2国。
東夷志卷之二：朝鮮，日本，琉球等4国
西夷志卷之三：哈密，高昌，吐魯番，撒馬兒罕，婆羅門，拂菻，亦力把力等10国
西夷志卷之四：于闐，默德那，天方，祖法兒，古里，哈烈，南巫里，失剌思等28国
西夷志卷之五：吐蕃。
南夷志卷之六：安南，占城，真臘，爪哇，三佛齊，暹羅，沙哈魯，滿剌加，呂宋，彭亨，蘇祿，賓童龍等34国
南夷志卷之七：緬甸，黎州，老撾等12国
南夷志卷之八：羅羅，黎人，龍家等16地区。
共107国家和地区。此书附录，列举的参考书籍有二百六十余种。